# Saison 2012 de la PSA
La saison 2012 de l'Association professionnelle de squash (ou PSA World Tour 2012), est constituée d'une centaine de tournois organisés par la PSA, dont six World Series et le championnat du monde organisé à Doha au Qatar. La saison s'est conclue par les World Series Finals, tournoi réunissant les huit meilleurs joueurs de la saison, organisé en janvier 2013 à Londres en Angleterre.

## Calendrier 2012 des tournois
Ce calendrier recense tous les tournois de catégorie : World Open, World Series et International.

### Légende
| World Championship    |
| World Series Platinum |
| World Series Gold     |
| International 70      |
| International 50      |

### Championnats du monde
| Tournoi                                                                        | Date               | Champion                                 | Finaliste           | Demi-finaliste               | Quart de finaliste                                     |
| ------------------------------------------------------------------------------ | ------------------ | ---------------------------------------- | ------------------- | ---------------------------- | ------------------------------------------------------ |
| PSA World Championship 2012 Doha, Qatar World Championship 325 000 $ - tableau | 8–15 décembre 2012 | Ramy Ashour 2-11, 11-6, 11-5, 9-11, 11-8 | Mohamed El Shorbagy | James Willstrop Nick Matthew | Grégory Gaultier Karim Darwish Amr Shabana Borja Golán |

### World Series
Prize money: 115 000 $ et plus
| Tournoi                                                                                 | Date               | Champion                            | Finaliste        | Demi-finaliste                | Quart de finaliste                                                         |
| --------------------------------------------------------------------------------------- | ------------------ | ----------------------------------- | ---------------- | ----------------------------- | -------------------------------------------------------------------------- |
| Tournament of Champions 2012 New York, États-Unis World Series Gold 115 000 $ - tableau | 20–26 janvier 2012 | Nick Matthew 8-11, 11-9, 11-5, 11-7 | James Willstrop  | Grégory Gaultier Daryl Selby  | Amr Shabana Peter Barker Mohamed El Shorbagy Marwan El Shorbagy            |
| North American Open 2012 Richmond, États-Unis World Series Gold 115 000 $ - tableau     | 19–25 février 2012 | James Willstrop 11-7, 11-8, 11-7    | Ramy Ashour      | Grégory Gaultier Nick Matthew | Karim Darwish Amr Shabana Simon Rösner Karim Abdel Gawad                   |
| El Gouna International 2012 El Gouna, Egypt World Series Gold 115 000 $ - tableau       | 8–13 avril 2012    | Ramy Ashour 12-10, 11-5, 5-2 rtd    | James Willstrop  | Nick Matthew Karim Darwish    | Grégory Gaultier Mohamed El Shorbagy Laurens Jan Anjema Hisham Mohd Ashour |
| British Open 2012 Londres, Angleterre World Series Platinum 150 000 $ - tableau         | 14–20 mai 2012     | Nick Matthew 11-9, 11-4, 11-8       | Ramy Ashour      | James Willstrop Peter Barker  | Grégory Gaultier Amr Shabana Mohamed El Shorbagy Laurens Jan Anjema        |
| US Open 2012 Philadelphie, États-Unis World Series Gold 115 000 $ - tableau             | 5–12 octobre 2012  | Ramy Ashour 11-4, 11-9, 11-9        | Grégory Gaultier | James Willstrop Nick Matthew  | Karim Darwish Peter Barker Amr Shabana Mohamed El Shorbagy                 |
| Open de Hong Kong 2012 Hong Kong, Chine World Series Platinum 150 000 $ - tableau       | 27–2 décembre 2012 | Ramy Ashour 11-8, 3-11, 11-7, 11-6  | James Willstrop  | Nick Matthew Karim Darwish    | Grégory Gaultier Peter Barker Amr Shabana Borja Golán                      |

| Tournoi final                                                                                              | Date             | Champion                           | Finaliste    | Demi-finaliste                   | Round Robin                                              |
| --- | ---------------- | ---------------------------------- | ------------ | -------------------------------- | -------------------------------------------------------- |
| PSA World Series Finals 2012 Queen's Club, Londres, Angleterre PSA World Series Finals 110 000 $ - tableau | 2–6 janvier 2013 | Amr Shabana 4-11, 11-2, 11-4, 11-7 | Nick Matthew | James Willstrop Grégory Gaultier | Mohd El Shorbagy Karim Darwish Peter Barker Simon Rösner |

### International
Prize money: between $25,000 and $114,999

#### Janvier
| Tournoi                                                                      | Date               | Champion                            | Finaliste          | Demi-finaliste                        | Quart de finaliste                                           |
| ---------------------------------------------------------------------------- | ------------------ | ----------------------------------- | ------------------ | ------------------------------------- | ------------------------------------------------------------ |
| Comfort Inn Open 2012 Vancouver, Canada International 50 50 000 $ - tableau  | 12–15 janvier 2012 | Amr Shabana 7-11, 11-9, 11-7, 12-10 | Hisham Mohd Ashour | Omar Mosaad Tarek Momen               | Cameron Pilley Olli Tuominen Mohamed Reda Mohamed Abouelghar |
| Motor City Open 2012 Détroit, États-Unis International 50 50 000 $ - tableau | 27–30 janvier 2012 | Ong Beng Hee 11-8, 11-9, 11-7       | Hisham Mohd Ashour | Mohamed El Shorbagy Stephen Coppinger | Alister Walker Cameron Pilley Miguel Ángel Rodríguez Max Lee |

#### Février
| Tournoi                                                                      | Date              | Champion                               | Finaliste     | Demi-finaliste           | Quart de finaliste                                         |
| ---------------------------------------------------------------------------- | ----------------- | -------------------------------------- | ------------- | ------------------------ | ---------------------------------------------------------- |
| Open de Suède 2012 Linköping, Suède International 70 70 000 $ - tableau      | 2–5 février 2012  | Grégory Gaultier 11-3, 11-6, 11-8      | Karim Darwish | Peter Barker Daryl Selby | Tom Richards Nicolas Müller Simon Rösner Stephen Coppinger |
| Windy City Open 2012 Chicago, États-Unis International 25 25 000 $ - tableau | 9–12 février 2012 | Saurav Ghosal 11-8, 15-13, 10-12, 11-5 | Yasir Butt    | Mohamed Reda Alan Clyne  | Ryan Cuskelly Arturo Salazar Shawn Delierre Oliver Pett    |

#### Mars
| Tournoi                                                                                    | Date            | Champion                                    | Finaliste          | Demi-finaliste                        | Quart de finaliste                                           |
| ------------------------------------------------------------------------------------------ | --------------- | ------------------------------------------- | ------------------ | ------------------------------------- | ------------------------------------------------------------ |
| HKFC Invitational 2012 Hong Kong, Chine International 25 25 000 $                          | 14–17 mars 2012 | Omar Mosaad 3-11, 11-5, 11-8, 11-4          | Olli Tuominen      | Muhd Asyraf Azan Leo Au               | Max Lee Grégoire Marche Siddharth Suchde Amr Khaled Khalifa  |
| Manitoba Squash Open 2012 Winnipeg, Canada International 35 35 000 $                       | 15–18 mars 2012 | Borja Golán 11-1, 11-5, 11-4                | Laurens Jan Anjema | Cameron Pilley Tom Richards           | Jonathan Kemp Alan Clyne Shawn Delierre Raphael Kandra       |
| Canary Wharf Squash Classic 2012 Londres, Angleterre International 50 50 000 $ - - tableau | 19–23 mars 2012 | Nick Matthew 11-7, 11-8, 11-9               | James Willstrop    | Peter Barker Mohamed El Shorbagy      | Daryl Selby Adrian Grant Tarek Momen Simon Rösner            |
| Open de Montréal 2012 Montréal, Canada International 35 35 000 $                           | 20–23 mars 2012 | Tom Richards 11-7, 8-11, 11-8, 5-11, 11-5   | Thierry Lincou     | Hisham Mohd Ashour Mathieu Castagnet  | Cameron Pilley Alan Clyne Martin Knight Steven Finitsis      |
| Open de Kuala Lumpur 2012 Kuala Lumpur, Malaisie International 50 50 000 $ - tableau       | 28–31 mars 2012 | Omar Mosaad 11-6, 13-11, 12-14, 6-11, 11-8  | Adrian Grant       | Karim Darwish Ong Beng Hee            | Saurav Ghosal Mohd Nafiizwan Adnan Max Lee Leo Au            |
| Bluenose Classic 2012 Halifax, Canada International 50 55 000 $ - tableau                  | 28–31 mars 2012 | Thierry Lincou 9-11, 11-8, 9-11, 11-5, 11-4 | Daryl Selby        | Laurens Jan Anjema Hisham Mohd Ashour | Amr Shabana Borja Golán Stephen Coppinger Julian Illingworth |

#### Avril
| Tournoi                                                                       | Date             | Champion                              | Finaliste      | Demi-finaliste                  | Quart de finaliste                                                |
| ----------------------------------------------------------------------------- | ---------------- | ------------------------------------- | -------------- | ------------------------------- | ----------------------------------------------------------------- |
| Berkshire Squash Open 2012 Williamstown, États-Unis International 35 35 000 $ | 11–15 avril 2012 | Alister Walker 11-8, 11-7, 11-7       | Tom Richards   | Borja Golán Julian Illingworth  | Miguel Ángel Rodríguez Shawn Delierre Yasir Butt Oliver Pett      |
| Grasshopper Cup 2012 Zurich, Switzerland International 25 25 000 $ - tableau  | 25–28 avril 2012 | Daryl Selby 12-10, 11-7, 8-11, 11-4   | Nicolas Müller | Olli Tuominen Karim Abdel Gawad | Jan Koukal Omar Abdel Meguid Kristian Frost Charles Sharpes       |
| Irish Squash Open 2012 Dublin, Ireland International 25 25 000 $              | 25–28 avril 2012 | Alister Walker 11-4, 11-6, 9-11, 11-3 | Alan Clyne     | Borja Golán Jonathan Kemp       | Mathieu Castagnet Robbie Temple Christopher Gordon Rasmus Nielsen |

#### Août
| Tournoi                                                                      | Date                         | Champion                            | Finaliste              | Demi-finaliste                    | Quart de finaliste                                             |
| ---------------------------------------------------------------------------- | ---------------------------- | ----------------------------------- | ---------------------- | --------------------------------- | -------------------------------------------------------------- |
| Australian Open 2012 Canberra, Australia International 70 70 000 $ - tableau | 13–18 août 2012              | Ramy Ashour 11-9, 11-6, 11-6        | Omar Mosaad            | Tom Richards Cameron Pilley       | Ong Beng Hee Nicolas Müller Alan Clyne Omar Abdel Aziz         |
| Open de Colombie 2012 Bogota, Colombia International 35 35 000 $ - tableau   | 29 août - 1er septembre 2012 | Tarek Momen 3-11, 11-4, 11-3, 12-10 | Miguel Ángel Rodríguez | Stephen Coppinger Henrik Mustonen | Mohamed El Shorbagy Mohamed Reda Martin Knight Jaymie Haycocks |

#### Septembre
| Tournoi                                                                                   | Date                 | Champion                                    | Finaliste           | Demi-finaliste                | Quart de finaliste                                                   |
| ----------------------------------------------------------------------------------------- | -------------------- | ------------------------------------------- | ------------------- | ----------------------------- | -------------------------------------------------------------------- |
| Malaysian Open Squash Championships 2012 Kuala Lumpur, Malaisie International 50 50 000 $ | 12–15 septembre 2012 | Tarek Momen 12-10, 6-11, 12-10, 8-11, 14-12 | Mohamed El Shorbagy | Borja Golán Nicolas Müller    | Karim Darwish Olli Tuominen Mohd Nafiizwan Adnan Abdullah Al Muzayen |
| British Grand Prix 2012 Manchester, Angleterre International 70 70 000 $ - tableau        | 21–24 septembre 2012 | Nick Matthew 4-11, 11-6, 11-9, 11-5         | James Willstrop     | Grégory Gaultier Peter Barker | Laurens Jan Anjema Alister Walker Adrian Grant Simon Rösner          |

#### Octobre
| Tournoi                                                                                | Date               | Champion                                    | Finaliste           | Demi-finaliste                       | Quart de finaliste                                         |
| -------------------------------------------------------------------------------------- | ------------------ | ------------------------------------------- | ------------------- | ------------------------------------ | ---------------------------------------------------------- |
| Santiago Open 2012 Santiago de Compostela, Espagne International 25 25 000 $ - tableau | 17–20 octobre 2012 | Simon Rösner 8-11, 11-5, 11-8, 16-14        | Cameron Pilley      | Adrian Grant Borja Golán             | Adrian Waller Omar Abdel Aziz Ivan Yuen Shaun Le Roux      |
| Open de Macao 2012 Macao, Chine International 50 50 000 $ - tableau                    | 18–21 octobre 2012 | Karim Darwish 9-11, 11-7, 10-12, 11-4, 11-9 | Mohamed El Shorbagy | Marwan El Shorbagy Karim Abdel Gawad | Omar Mosaad Tom Richards Max Lee Karim Ali Fathi           |
| Netsuite Open 2012 San Francisco, États-Unis International 70 70 000 $ - tableau       | 19–23 octobre 2012 | Grégory Gaultier 11-7, 13-11, 11-9          | Nick Matthew        | Peter Barker Amr Shabana             | James Willstrop Laurens Jan Anjema Daryl Selby Tarek Momen |

#### Novembre
| Tournoi                                                                               | Date               | Champion                          | Finaliste      | Demi-finaliste            | Quart de finaliste                                                  |
| ------------------------------------------------------------------------------------- | ------------------ | --------------------------------- | -------------- | ------------------------- | ------------------------------------------------------------------- |
| Abierto Mexicano de Raquetas 2012 Toluca, Mexique International 70 70 000 $ - tableau | 1–4 novembre 2012  | Grégory Gaultier 11-6, 11-8, 11-5 | Omar Mosaad    | Peter Barker Simon Rösner | Karim Darwish Mohamed El Shorbagy Borja Golán Nicolas Müller        |
| Open de Dayton 2012 Dayton, États-Unis International 35 35 000 $ - tableau            | 7–10 novembre 2012 | Borja Golán 11-5, 11-6, 11-6      | Alister Walker | Omar Mosaad Ryan Cuskelly | Cameron Pilley Marwan El Shorbagy Mathieu Castagnet Grégoire Marche |

## Top 10 mondial de fin d'année
| Rang | 2012                | 2012      |
| ---- | ------------------- | --------- |
| 1    | James Willstrop     | 1 082 500 |
| 2    | Nick Matthew        | 996 000   |
| 3    | Grégory Gaultier    | 995 500   |
| 4    | Ramy Ashour         | 894 500   |
| 5    | Peter Barker        | 539 000   |
| 6    | Mohamed El Shorbagy | 531 000   |
| 7    | Karim Darwish       | 511 500   |
| 8    | Omar Mosaad         | 440 000   |
| 9    | Amr Shabana         | 415 500   |
| 10   | Daryl Selby         | 412 000   |

## Retraites
Ci-dessous, la liste des joueurs et joueuses notables (gagnants un titre majeur ou ayant fait partie du top 30 pendant au moins un mois) ayant annoncé leur retraite du squash professionnel, devenus inactifs ou ayant été bannis durant la saison 2012 :
- Thierry Lincou, né le 2 avril 1976 à La Réunion, rejoint le circuit pro en 1994, devient le premier joueur mondial à atteindre la première place mondiale en 2004 et le premier champion du monde en  2004. Il conserve la première place toute la saison 2004. Il remporte 17 titres PSA World Tour dont l'Open de Hong Kong en 2004. Il est un des cinq joueurs qui se maintient dans le top 10 sans interruption pendant dix ans. Il se retire en août après avoir remporté le Bluenose Classic[2].
- Mohd Azlan Iskandar, né le 1er juin 1982 à Sarawak, en Malaisie, rejoint le circuit pro en 2000, atteignant la 10e place mondiale en avril 2011. Il remporte 13 titres PSA World Tour dont l'Open de Malaisie. Il se retire en juillet après une dernière compétition lors du Kuala Lumpur Open[3].
- Mohammed Abbas, né le 24 décembre 1980 à Gizeh, en Égypte, rejoint le circuit pro en 1998, atteignant la 13e place mondiale en avril 2007. Il remporte quatre titres PSA World Tour. Il se retire après une défaite au premier tour du championnat du monde 2012 en décembre 2012.
- Davide Bianchetti, né le 8 mars 1977 à Brescia, en Italie, rejoint le circuit pro en 1996, atteignant la 24e place mondiale en octobre 2004. Il remporte 10 titres PSA World Tour. Lors du championnat du monde 2003 il bat le no 1 mondial Peter Nicol et atteint les quarts de finale. Il se retire en décembre après l'Open de Prague[4].